# Zohra Faïza
Zohra Faïza (arabe : زهرة فايزة), née en 1919 au Kef sous le nom de Zohra Bougrin et morte en 1999, est une actrice tunisienne connue pour son rôle dans la série télévisée Ommi Traki.
Originaire du Kef, elle débute au théâtre avant de s'imposer à la radio, à la télévision et au cinéma.

## Filmographie
- 1959 : Goha de Jacques Baratier dans le rôle de Farrideh
- 1968 : Le Rebelle d'Omar Khlifi
- 1970 : Om Abbes d'Ali Abdelwahab
- 1970 : Le Désert de feu de Renzo Merusi
- 1971 : Et demain... ? de Brahim Babaï
- 1972 : Sourakh d'Omar Khlifi
- 1972 : Sanaoud de Mohamed Slim Riad
- 1972 : Les Vacances de l'inspecteur Tahar de Moussa Haddad
- 1973 : Ommi Traki d'Abderrazak Hammami dans le rôle d'Ommi Traki
- 1982 : Moisson d'acier de Ghaouti Bendedouche